# Anton Gnirs
Anton (Antun) Gnirs (Žatec, Austro-Ugarska, 18. siječnja 1873. – Loket, Čehoslovačka, 10. prosinca 1933.) bio je češki povjesničar, arheolog i konzervator. Kao sudetski Nijemac govorio je i njemačkim jezikom. Autor je mnogih arheoloških studija i publikacija.

## Životopis
Anton Gnirs rođen je u Žatecu u obitelji direktora tvrte koja se bavila trgovinom ugljenom. Još dok je bio dijete, njegova se obitelj preselila u Chomutov, gdje je Anton pohađao gimnaziju. Školovanje je završio 1893. te potom studirao germanistiku na Karlovom sveučilištu u Pragu. Također je pohađao predavanja iz povijesti umjetnosti, zemljopisa i povijesti, klasične povijesti i arheologije. Diplomirao je 1899. i potom radio kao nastavnik na Višoj industrijskoj školi u Plzeňu. 
Nekoliko mjeseci kasnije Gnirs je imenovan izvanrednim profesorom austrijske Ratne mornarice u Pomorskoj školi u Puli (Marine-Unterrealschule), a 1900. postao je i njenim redovnim profesorom. Godine 1902. imenovan je konzervatorom Središnje komisije za umjetnost i zaštitu kulturnih dobara za Istru. Od 1904. prevodio je arheološke radove u Puli i na Brijunima te pomogao otkriti različite rimske spomenike i objekte (Porta Aurea, Porta Gemina, Antičko kazalište, Rimljanska vila). Istraživao je antičku ruralnu stambenu i gospodarsku arhitekturu, poglavito u južnoj Istri, vile na brdu Kolci na Brijunima, u Valbandonu pokraj Fažane, u Šijani (Pula), u Banjolama, Radekima pokraj Muntića i drugdje.
Godine 1907. postao je profesorom Državne škole u Puli, a godinu kasnije i njezinim ravnateljem. Od 15. lipnja 1909. bilo mu je omogućeno da svoje vrijeme i zanimanje posveti isključivo arheologiji. Poslije izbijanja i u vrijeme Prvog svjetskog rata uglavnom se bavio istraživanjima i zaštitom povijesnih lokaliteta kojima je zbog ratnih zbivanja prijetilo uništenje. Poslije rata je aktivno sudjelovao u radu komisije za primirje.  
Godine 1919. vratio se u Čehoslovačku, gdje je izučavao njemački jezik i povremeno se u Južnoj Moravskoj bavio arheologijom.

## Vanjske poveznice

### Sestrinski projekti
|  | Zajednički poslužitelj ima još gradiva o temi Anton Gnirs |

### Mrežna mjesta
- Gnirs, Anton Hrvatska enciklopedija. LZMK
- LZMK / Istarska enciklopedija: Gnirs, Anton
- LZMK / Hrvatski biografski leksikon: GNIRS, Antun (Anton)  Arhivirana inačica izvorne stranice od 4. srpnja 2015. (Wayback Machine)